# ISO 3166-2:YE
ISO 3166-2 données pour le Yémen

## Mise à jour
ISO 3166-2:2002-12-10 no 4 (zzz cédilles et autres caractères à préciser)

## Gouvernorats (21)ar:muhāfazahet municipalité
```
YE-AB
 
Abyan

YE-BA
 
Al Bayḑā’

YE-JA
 
Al Jawf

YE-MR
 
Al Mahrah

YE-MW
 
Al Maḩwīt

YE-HU
 
Al Ḩudaydah

YE-SA
 
Amānat al ‘Āşimah
 (municipalité)

YE-SU
 
Arkhabīl Suquţrá

YE-DA
 
Aḑ Ḑāli‘

YE-DH
 
Dhamār

YE-IB
 
Ibb

YE-LA
 
Laḩij

YE-MA
 
Ma’rib

YE-RA
 
Raymah

YE-SH
 
Shabwah

YE-TA
 
Tāʻizz

YE-SN
 
Şanʻā’

YE-SD
 
Şāʻdah

YE-HJ
 
Ḩajjah

YE-HD
 
Ḩaḑramawt

YE-AD
 
‘Adan

YE-AM
 
‘Amrān
```